# Vesela Letcheva
Vesela Nikolaeva Lecheva (en búlgaro: Весела Николаева Лечева; Veliko Tarnovo, 20 de mayo de 1964) es una tiradora deportiva y política búlgara. Como deportista, compitió en la modalidad de rifle, y como política se desempeñó en la Asamblea Nacional y como Ministra de Deportes.

## Biografía

### Carrera deportiva
Compitió en los Juegos Olímpicos de Seúl 1988, Barcelona 1992, Atlanta 1996 y Sídney 2000, habiendo ganado dos medallas, plata en Seúl 1988, en la prueba de rifle en tres posiciones 50 m, y plata en Barcelona 1992, en la prueba de rifle de aire comprimido de 10. Así mismo, se destacó al ganar 5 medallas de oro y una de bronce en ocho ediciones del Campeonato Mundial y 31 medallas de oro, 13 de plata y 11 de bronce en la Copa Mundial, entre 1986 y 2000.
Como dirigente deportiva, se ha desempeñado como parte del Comité Ejecutivo del Comité Olímpico Búlgaro desde el 13 de noviembre de 2000. Estaba casada con el empresario Manol Velev, hasta la muerte de este en 2022, con quien tuvo un hijo.

### Carrera política
Afiliada al Partido Socialista Búlgaro, en las elecciones legislativas de 2001 fue elegida como diputada a la Asamblea Nacional, siendo reelegida en las elecciones legislativas de 2005. En este tiempo, entre 2005 y 2009, sirvió como directora de la Agencia Estatal para la Juventud y el Deporte de Bulgaria (i. e. Ministra de Deportes).
En 2019, fue postulada por el Partido Socialista Búlgaro como candidata en las elecciones a la Alcaldía de Veliko Tarnovo; fue derrotada por Daniel Panov, al obtener el 22,22% de los votos. En las elecciones legislativas de abril de 2021 volvió a ser elegida a la Asamblea Nacional, si bien su mandato fue efímero, al ser cerrada la Asamblea en mayo del mismo año.
En agosto de 2022 fue designada Ministra de Juventud y Deportes por el primer ministro Galab Donev, puesto que ocupó hasta el fin de ese gobierno, en junio de 2023.